# Ветторе
Гора Ветто́ре (итал. Monte Vettore) — самая высокая точка хребта Монти-Сибиллини, входящего в горную систему Апеннинских гор, Италия. Является частью Национального парка Монти Сибилини. На северо-востоке от горного массива расположилось озеро Пилато.

## География
Является одной из условных точек границы регионов Умбрия и Марке.
Этот массив примечателен тем, что в одной из его долин, расположенной на высоте 1940 метров, согласно местным легендам расположено озеро, в котором похоронен Понтий Пилат. Основную известность этому месту придают легенды о различных феях и прочих героях легенд, живших в окрестностях этого хребта.

## Легенды
Согласно легенде Сибилла поселилась в одной из пещер данной горы. Считается, что тот, кто останется здесь дольше года станет бессмертным и нестареющим, будет вечно пировать.
Местные жители всегда почитали Сибиллу как добрую фею. Сибилла, спускаясь с гор, учила местное население искусству ткачества и прядения, но она должна была вернуться к себе в пещеру до восхода солнца. Как-то раз танцуя Сальтареллу она зазевалась и торопясь успеть до рассвета укрыться в пещере устроила осыпь, которая так и называется — путь феи.